# Большеярковское сельское поселение
Большеярковское се́льское поселе́ние — муниципальное образование в Казанском районе Тюменской области Российской Федерации.
Административный центр — деревня Большие Ярки.

## История
Статус и границы сельского поселения установлены Законом Тюменской области от 5 ноября 2004 года № 263 «Об установлении границ муниципальных образований Тюменской области и наделении их статусом муниципального района, городского округа и сельского поселения».

## Население
| 2010  | 2011  | 2012  | 2013  | 2014  | 2015  | 2016  |
| ----- | ----- | ----- | ----- | ----- | ----- | ----- |
| 1286  | ↘1285 | ↘1269 | ↘1244 | ↘1241 | ↗1242 | ↘1221 |
| 2017  | 2018  | 2019  | 2020  | 2021  |       |       |
| ↘1196 | ↘1178 | ↘1175 | ↘1159 | ↗1242 |       |       |

## Состав сельского поселения
| № | Населённый пункт | Тип населённого пункта          | Население |
| - | ---------------- | ------------------------------- | --------- |
| 1 | Большие Ярки     | деревня, административный центр | 1052      |
| 2 | Боровлянка       | деревня                         | 4         |
| 3 | Малые Ярки       | деревня                         | 230       |